# William Brunton

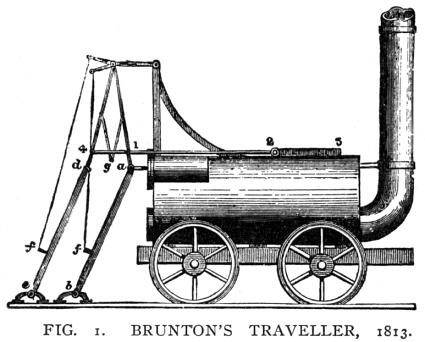
Bruntons Traveller, 1813.

William Brunton (Lochwinnoch, 26 mei 1777 – Camborne, 5 oktober 1851) was een Schots werktuigbouwkundig ingenieur en uitvinder van onder andere de "Mechanical Traveller", een vroege stoomlocomotief die werd voortbewogen door een stel mechanische poten, die de locomotief voortduwden met circa 3 km/h.

## Levensloop
Brunton was de oudste zoon van Robert Brunton, een horlogemaker uit Dalkeith. In de werkplaats van zijn vader kreeg hij enige opleiding in de werktuigbouw, en van zijn grootvader, een mijnopzichter, kreeg hij een verdere technische opleiding.
In 1790 ging hij aan het werk in de onderhoudswerkplaats van de katoenfabriek New Lanark, die werd geleid door David Dale en Richard Arkwright. Na vijf jaar verhuisde hij naar het zuiden en ging aan het werk in de Soho Manufactory voor James Watt en Matthew Boulton. Hier maakte hij promotie tot voorman en later opzichter van de machinefabriek. In 1806 verliet hij Soho en ging aan de slag bij de Butterley Works van Benjamin Outram en William Jessop. Als vertegenwoordiger voor dit bedrijf kwam hij in contact met John Rennie, Thomas Telford en andere vooraanstaande ingenieurs uit die tijd.
In 1815 keerde hij terug naar Birmingham, waar hij medevennoot en technisch manager werd in de Eagle Foundry, waar hij een groot aantal belangrijke ontwerpen maakte. Van 1825 tot 1835 werkte hij als civiel ingenieur in Londen en omstreken. Nadien werd hij aandeelhouder in een metaalfabriek in Glamorganshire, waar hij een kopersmelterij en een walserij installeerde. Hij raakte ook betrokken bij een fabriek in Maesteg en een brouwerij in Neath, die echter failliet ging waarmee hij al zijn spaargeld verloor. Hij keerde hierna nog wel terug naar zijn oude vak, maar kreeg zijn werk nooit meer echt op de rails.

## Werk
Als werktuigbouwkundig ingenieur heeft Brunton uiteenlopende werkzaamheden verricht, met name op het gebied van het verbeteren van de productietechniek voor metaalproductie, en de verbetering van productiemachines. Ook heeft hij belangrijke bijdragen geleverd aan de introductie van de stoommachine, en heeft hij enige originele stoomvoertuigen ontwikkeld, waaronder de Humber, de Trent en de zogenaamde Steam Horse, ook wel Bruntons Traveller genoemd.

### Spoorwegen
In 1832 kwam Brunton samen met de ingenieur Henry Habberley Price voor de eerste maal met een praktisch voorstel voor een spoorlijn tussen Bristol en Londen. Hun traject Bath, Bradford, Trowbridge, langs Devizes, door de Pewsey Vale naar Hungerford, en vervolgens via Newbury, Reading, Datchet, Colnbrook, Southall naar enige haltes in Londen waaronder Edgware Road, Oxford Street, Paddington en City Road.

## Publicaties
- 1812. "Description of an improved Pump for raising the Water whilst Wells are sinking or making". In: The Repertory of arts, manufactures, and agriculture Volume 21. p. 157-162
- 1836. Description of a practical and economical method of excavating ground and forming embankments for railways &c, Volume 47. J. Weale.